# Sitangkai
Sitangkai est une localité de la province de Tawi-Tawi, aux Philippines. En 2015, elle compte 33 334 habitants.